# 371e division d'infanterie
Pour les articles homonymes, voir 371e division.
La  371e division d'infanterie (en allemand : 371. Infanterie-Division ou 371. ID) est une des divisions d'infanterie de l'armée allemande (Wehrmacht) durant la Seconde Guerre mondiale.

## Historique
La 371. Infanterie-Division est formée le 17 février 1942 sur le Truppenübungsplatz (terrain de manœuvre) de Beverloo en Belgique avec du personnel des 306., 321., 711., 716. et 719. Infanterie-Division en tant qu'élément de la 19 Welle (19e vague de mobilisation).
Après sa formation en France, elle est envoyée en juin 1942 sur le front de l'Est.
Elle participe à la bataille de Stalingrad, constituant l'aile gauche de la 4. Panzerarmee au sud de la ville. Entre septembre et novembre 1942, elle stoppe plusieurs offensives de la 64e Armée destinées à rejoindre la 62e Armée soviétique enfermée dans la ville par la 6e Armée allemande.
En novembre 1942, elle se retrouve enfermée dans la poche de Stalingrad par l'opération Uranus.
Le 31 janvier 1943, l'unité disparaît à la suite de la reddition du maréchal Paulus et de ses troupes.
La division est recréée par la suite en Allemagne comme kampfgruppe (groupe de combat) et à partir du 9 juin 1943 comme division à part entière basée en Bretagne.
À partir de novembre 1943, elle est transférée en Italie, puis en Slovénie avant de partir pour la Croatie en décembre 1943 pour prendre part aux opérations anti-partisans du pays.
En novembre 1944, elle retrouve sur le front de l'Est pour des combats dans le secteur de Jitomir avec la 4. Panzerarmee, puis à partir d'août 1944, en Pologne dans le secteur de Cracovie avec la 17. Armee.
Continuant sa retraite, elle se retrouve dans le sud-est de l'Allemagne en début d'année 1945 au sein du XI. Armeekorps de la 1. Panzerarmee dans le Heeresgruppe Mitte.
Elle capitule face aux forces soviétiques dans le secteur de Prague en Tchécoslovaquie à la fin de la guerre.

## Autres emblèmes de la division

2e insigne de la 371. Infanterie Division

3e insigne de la 371. Infanterie Division

## Organisation

### Commandants
| Date                             | Grade                  | Commandant                    |
| -------------------------------- | ---------------------- | ----------------------------- |
| 1er avril 1942 - 26 janvier 1943 | Generalleutnant        | Richard Stempel               |
| Reformation                      |                        |                               |
| 1er avril 1943 - 10 juin 1944    | General der Infanterie | Hermann Niehoff               |
| 10 juin 1944 - 10 juillet 1944   | Generalmajor           | Hans-Joachim Baurmeister (de) |
| 10 juillet 1944 - 2 mars 1945    | General der Infanterie | Hermann Niehoff               |
| 2 mars 1945 - 8 mai 1945         | Generalmajor           | Rolf Scherenberg              |

## Théâtres d'opérations
- France : Avril 1942 - Juin 1942
- Front de l'Est, secteur Sud : Juin 1942 - Octobre 1942
- Stalingrad : Octobre 1942 - Janvier 1943
- France : Avril 1943 - Novembre 1943
- Italie et Slovénie : Novembre 1943 - Décembre 1943
- Croatie : Décembre 1943 - Janvier 1944
- Front de l'Est, secteur Sud : Janvier 1944 - Février 1945
- Pologne et Tchécoslovaquie : Février 1945 - Mai 1945

## Ordres de bataille
- Infanterie-Regiment 669
- Infanterie-Regiment 670
- Infanterie-Regiment 671
- Artillerie-Regiment 371
  - I. Abteilung
  - II. Abteilung
  - III. Abteilung
  - IV. Abteilung
- Pionier-Bataillon 371
- Feldersatz-Bataillon 371
- Panzerjäger-Abteilung 371
- Aufklärungs-Abteilung 371
- Divisions-Nachrichten-Abteilung 371
- Divisions-Nachschubführer 371